# Яхновецька сільська рада
Яхнове́цька сільська́ ра́да — адміністративно-територіальна одиниця та орган місцевого самоврядування в Волочиському районі Хмельницької області. Адміністративний центр — село Яхнівці.

## Загальні відомості
- Територія ради: 40,832 км²
- Населення ради: 1 398 осіб (станом на 2001 рік)

## Населені пункти
Сільській раді підпорядковані населені пункти:
- с. Яхнівці
- с. Лонки
- с. Кушнирівська Слобідка

## Склад ради
Рада складається з 16 депутатів та голови.
- Голова ради: Шевчук Людмила Олександрівна

### Керівний склад попередніх скликань
| Прізвище, ім'я, по батькові | Основні відомості                                                 | Дата обрання | Дата звільнення |
| --------------------------- | ----------------------------------------------------------------- | ------------ | --------------- |
| Охота Сергій Володимирович  | Сільський голова, 1964 року народження, освіта вища, безпартійний | 26.03.2006   | 31.10.2010      |
| Охота Сергій Володимирович  | Сільський голова, 1964 року народження, освіта вища, безпартійний | 31.10.2010   | 18.09.2011      |
| Охота Сергій Володимирович  | Сільський голова, 1964 року народження, освіта вища, безпартійний | 31.10.2010   | 18.09.2011      |

Примітка: таблиця складена за даними сайту Верховної Ради України

### Депутати
За результатами місцевих виборів 2010 року депутатами ради стали:

#### За суб'єктами висування
| Суб'єкт висування | Кількість обраних депутатів | %   |
| ----------------- | --------------------------- | --- |
| Самовисування     | 16                          | 100 |

#### За округами
| № округу | Прізвище, ім'я, по батькові        | Дата визнання обраним | Освіта             | Партійна приналежність | Відомості про обраного депутата                                    |
| -------- | ---------------------------------- | --------------------- | ------------------ | ---------------------- | ------------------------------------------------------------------ |
| 1        | Шевчук Людмила Олександрівна       | 03.11.2010            | вища               | позапартійна           | Яхновецька сільська рада, секретар                                 |
| 2        | Дрозд Катерина Дмитрівна           | 03.11.2010            | вища               | позапартійна           | Управління Держкомзему у Волочиському районі, землевпорядник       |
| 3        | Щесняк Світлана Василівна          | 03.11.2010            | середня            | позапартійна           | ВПАФ «Агромет», різноробоча                                        |
| 4        | Охота Надія Михайлівна             | 03.11.2010            | середня            | позапартійна           | ТОВ «Волочиськ Агро», різноробоча                                  |
| 5        | Рудак Алла Анатоліївна             | 03.11.2010            | вища               | позапартійна           | Яхновецька загальноосвітня школа І-ІІІ ст., вчитель                |
| 6        | Козак Ніна Петрівна                | 03.11.2010            | вища               | позапартійна           | Яхновецька загальноосвітня школа І-ІІІ ст., вчитель                |
| 7        | Біда Оксана Анатоліївна            | 03.11.2010            | середня спеціальна | позапартійна           | Яхновецька загальноосвітня школа І-ІІІ ст., техпрацівниця          |
| 8        | Дрозд Василь Петрович              | 03.11.2010            | середня            | позапартійний          | ТОВ «Астарта», тракторист                                          |
| 9        | Романов Володимир Михайлович       | 03.11.2010            | середня спеціальна | позапартійний          | Яхновецька загальноосвітня школа І-ІІІ ст., двірник                |
| 10       | Білокриницька Світлана Анатоліївна | 03.11.2010            | вища               | позапартійна           | Яхновецька загальноосвітня школа І-ІІІ ст., директор               |
| 11       | Охота Петро Володимирович          | 03.11.2010            | середня            | позапартійний          | тимчасово не працює                                                |
| 12       | Охота Валерій Михайлович           | 03.11.2010            | вища               | позапартійний          | Лонковецька лікарська амбулаторія, головний лікар                  |
| 13       | Зінько Олександр Станіславович     | 03.11.2010            | середня            | позапартійний          | ТОВ «Стіомі Холдинг», менеджер                                     |
| 14       | Бандурко Галина Станіславівна      | 03.11.2010            | вища               | позапартійна           | Лонковецька загальноосвітня школа І-ІІ ст., директор               |
| 15       | Базалійський Олександр Григорович  | 03.11.2010            | середня спеціальна | позапартійний          | Яхновецька сільська рада, завідувач Лонковецького будинку культури |
| 16       | Мазур Олена Степанівна             | 03.11.2010            | вища               | позапартійна           | Лонковецька загальноосвітня школа І-ІІ ст., вчитель                |